# Hypocacculus canariensis
Hypocacculus canariensis är en skalbaggsart som beskrevs av Thérond 1966. Hypocacculus canariensis ingår i släktet Hypocacculus och familjen stumpbaggar. Inga underarter finns listade i Catalogue of Life.